# 克拉波讷
克拉波讷（法語：Craponne，法語發音：[kʁapɔn]）是法国里昂大都会的一个市镇，属于里昂区。

## 地理
克拉波讷（45°44'43"N, 4°43'24"E）面积4.62 平方千米，位于法国奥弗涅-罗讷-阿尔卑斯大区里昂大都会，后者为法国的一个特殊地位集体，自2015年脱离罗讷省成立，位于法国中东部，中心城市为里昂。
与克拉波讷接壤的市镇（或旧市镇、城区）包括：圣热尼莱索利耶尔、塔桑拉德米吕讷、布兰达、弗朗什维尔、格雷济约拉瓦雷讷。
克拉波讷的时区为UTC+01:00、UTC+02:00（夏令时）。

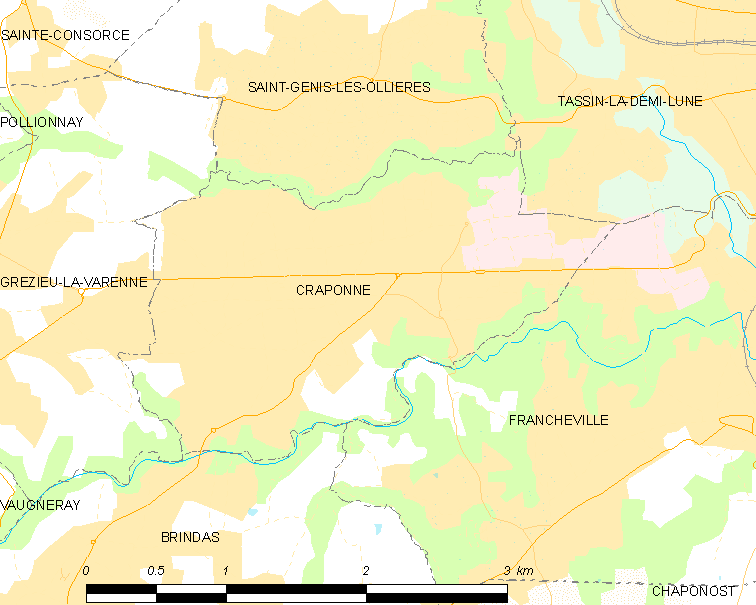
克拉波讷的OSM定位图

## 行政
克拉波讷的邮政编码为69290，INSEE市镇编码为69069。

## 政治
克拉波讷的现任市长为桑德里娜·沙迪耶（Sandrine Chadier）女士，任期为2020-2026年。

## 人口

1962-2008年间克拉波讷人口变化图示

克拉波讷于2022年1月1日时的人口数量为12170人。